# Fältherre
Fältherre eller härförare kallas en person som under ett krig leder en på en krigsskådeplats självständigt uppträdande här. Med fältherreskap, eller krigskonst, betecknar man vanligen sättet att utföra ett fälttåg, ett krig. Krigskonsten ställer synnerligen stora fordringar på fältherren, och Napoleon I erkände inte flera än sju verkliga fältherrar, nämligen Alexander den store, Hannibal, Julius Cæsar, Gustav II Adolf, Turenne, Eugen av Savojen och Fredrik den store. Ytterligare relevanta namn som kan adderas till denna skara är till exempel Napoleon själv, Scipio Africanus, Djingis khan, Lennart Torstenson, Karl XII, Moltke d.ä., Paul von Hindenburg, Erich von Manstein, Erwin Rommel, Gerd von Rundstedt, Georgij Zjukov och Bernard Montgomery.